# Häggvik, Sollentuna kommun
Häggvik uttal (fil) är en kommundel i den centrala delen av Sollentuna kommun, gränsande till Norrviken i norr, Järvafältet i väst, Tureberg i söder, Edsberg i öst och Vaxmora i nordost. Kommundelen är indelad i områdena Häggviks centrum, Skälby, Södra Häggvik och Klasro.

## Historik
På 1500-talet fanns det fyra gårdar i Skälby, som köptes av Gabriel Bengtsson Oxenstierna, som kommer att tillhöra det växande Edsbergs godset. Marken till Häggvik hade blivit given av Johan Axel Häggberg, från Skälby gård, vilket också var namnet på byn där människor hade bott sedan lång tid tillbaka. Vid Hagvägen finns det ett gravfält som ger en bild av det forntida Sollentuna. Vid Hagvägen hittades 28 stycken gravhögar från järnåldern samt en stenmur från 1920-talet, som stoppades i sista sekund av Riksantikvarieämbetet. 1919 ansågs Häggvik vara ett nybyggarsamhälle, och det planterades björkar vid järnvägsstationen, då järnvägen inte tycktes vara något störande.
Namnet Häggvik kommer från ägaren till Väderholmens gård, J A O Häggberg, som kom till Skälby för första gången 1896, då i syfte att hyra ut både Skälby och Väderholmen. Han blev senare ägare till båda gårdarna. 1911 avstyckades en del av ägorna till fastigheten; marken var varken lämplig för odling eller boskap, och det framväxande samhället skulle senare bli kallat för Häggvik. Från 1917 styckades området sedan av till tomter. Häggvik delas in i bostadsområdena Häggviks Centrum, Klasro, Skälby och Södra Häggvik. 2009 bodde 4 602 personer i Häggvik.
I Häggvik finns ett köpcentrum, Stinsen och en stormarknad. Här låg också Sollentunas första skola, Klasroskolan, som idag är skolmuseum, samt en av de största skolorna i kommunen, Häggviksskolan. Häggviksleden passerar rakt genom Häggvik.
Häggvik har en pendeltågsstation belägen 15,3 km från Stockholm C. Se vidare Häggviks station. 
Häggviks pendeltågsstation var Sollentunas femte och sista station, och blev klar år 1932. I början var det inte menat att det skulle byggas en station mellan Tureberg och Norrviken, men ett initiativ togs för en insamling hos tomtägarna. De fick ihop cirka 50 000 kronor, vilket fick SJ att gå med på byggandet av järnvägsstationen. På perrongen planterades gräsmattor, lyktor och rosenplanteringar.